# وهام أحادي الفكرة
الوهام أحادي الموضوع أو الضلال أحادي الموضوع هو حالة من الأفكار الوهامية التي تتعلق بموضوع واحد، (على العكس منه الوهام متعدد الموضوعات حيث يكون لدى الشخص أوهام متعلقة بموضوعات متعددة).
يحدث الوهام في سياق الفصام أو الخرف، ويمكن أن لا يوجد معه أي علامات أخرى على تشير لوجود مرض عقلي، كما أن حدوثه خارج سياق المرض العقلي غالبًا ما يكون ناجم عن خلل وظيفي عضوي نتيجة إصابات الدماغ الرضية، السكتات الدماغية وغيرها من الأمراض العصبية.

## الأنواع
يندرج تحت الوهام أحادي الفكرة كل مما يأتي:
- وهم كابجراس: الاعتقاد السائد باستبدال القريب أو الزوجة بآخر مماثل له/لها في الشكل.
- وهم فيرجولي: الاعتقاد السائد بأن الناس الذين يلتقي بهم الفرد هم في الواقع نفس الشخص.
- التضاعف الذاتي: حيث يعتقد الشخص بوجود شبيه أو استنساخ منه.
- وهم كوتار: الاعتقاد بأن نفس (روح) الشخص ميتة أو غير موجودة؛ ويقترن ذلك أحيانًا بالاعتقاد بأن الأعضاء الداخلية فاسدة أو مفقودة.

## الأسباب
يشير بحث علم النفس العصبي المعرفي الحالي إلى وجود عاملين مسببين للوهام الأحادي الفكرة. العامل الأول هو التجربة الشاذة (غالبًا بسبب عيب عصبي) مما يؤدي إلى تكون الوهام، والعامل الثاني هو ضعف العملية المعرفية لتشكيل المعتقد.
وكأحد الأمثلة على هذه العوامل فقد أشارت العديد من الدراسات أن وهم كابجراس يحدث نتيجة اضطراب في المكون الوجداني للتعرف على الوجوه، ونتيجة لذلك فعندما ينظر المصاب إلى زوجته فإنه لا يشعر برد الفعل العاطفي النموذجي، ومن ثم تبدو الزوجة على أنها ليست الشخص الذي كان يعرفه من قبل.
وكما أظهرت الدراسات فإن هذه العيوب العصبية لا تكفي وحدها لتسبب الفكر الوهامى. [بحاجة لمصدر] وإنما يجب وجود عامل ثانٍ إضافي يتمثل في التحيز أو ضعف العملية المعرفية لتشكيل المعتقد وهو العامل المطلوب لترسيخ هذا الوهام والحفاظ عليه. وبما أننا لا نمتلك حاليًا نموذجًا إدراكيًا صلبًا لعملية تكوين المعتقد، فإن هذا العامل الثاني لا يزال غير معروف إلى حد ما. [بحاجة لمصدر]

أظهرت بعض الأبحاث أن الأشخاص المصابين بالوهام هم أكثر عرضة للقفز إلى الاستنتاجات،  وبالتالي فهم أكثر عرضة لاتخاذ تجربتهم الشاذة كمرجعية ومن ثم يصدرون أحكاماً سريعة بناءً على هذه التجربة. وبالإضافة إلى ذلك فقد أظهرت الدراسات أنهم أكثر عرضة لارتكاب الأخطاء بسبب تحيز التطابق (وهو ما يدل على ميلهم نحو محاولة تأكيد هذه التجربة كقاعدة). وهذا كله يُفسر تمسك المصابين بهذه الأوهام الشديدة ومقاومتهم للتغيير.